# Condylostylus jacobsoni
Condylostylus jacobsoni är en tvåvingeart som först beskrevs av de Meijere 1910.  Condylostylus jacobsoni ingår i släktet Condylostylus och familjen styltflugor. Inga underarter finns listade i Catalogue of Life.